# Mainfest

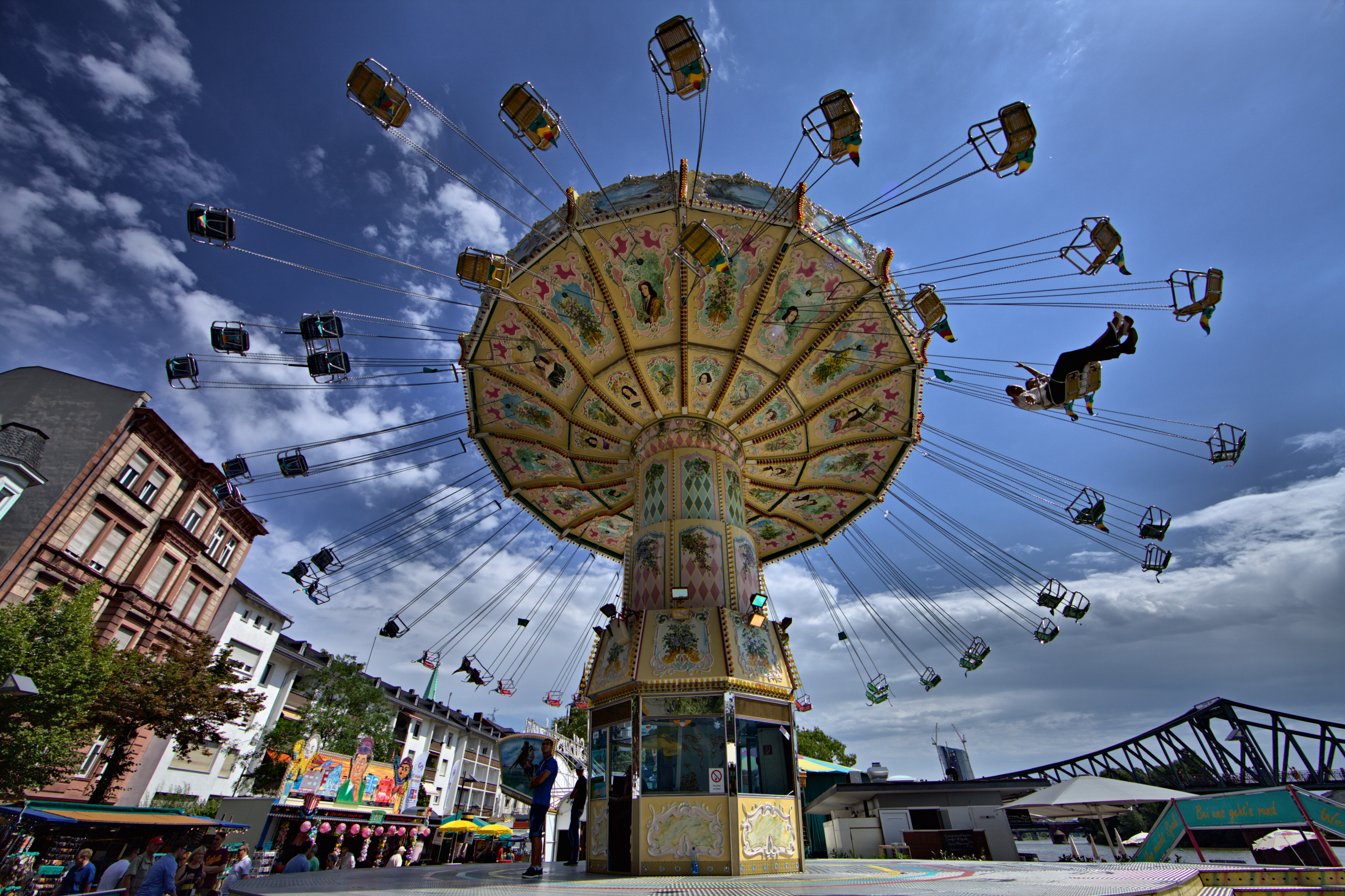
Kettenkarussell auf dem Mainfest 2013 am Mainkai

Das Mainfest ist ein Volksfest, das jeden Sommer am Mainufer in der Innenstadt von Frankfurt am Main stattfindet und das den Main als „Lebensader der Stadt“ würdigt. Das Mainfest dauert vier Tage – jeweils von einem Freitag bis zum darauffolgenden Montag – und endet jedes Jahr mit einem großen Abschlussfeuerwerk. Während des Festes stehen den Besuchern Fahrgeschäfte, Spielstände und Karussells am Flussufer offen. Zu den Traditionen des Mainfestes zählt das „Fischerstechen“, bei dem zwei Gegner versuchen, einander mit Hilfe von Lanzen von ihren Booten zu stoßen.
Das Mainfest geht zurück auf die Weihe der Dreikönigskirche am Mainufer am 23. Juli 1340, zu deren Anlass die Fischer der Umgebung ein Fest feierten, um ihrem Fluss zu danken.
Für die Anreise werden öffentliche Verkehrsmittel (RMV und VGF) empfohlen.

## Weblink
- Frankfurter Feste auf der Website der Stadt Frankfurt am Main (abgerufen am 2. März 2020)